# Крекінг-установки в Уфі
Крекінг-установки в Уфі — частина нафтохімічного комплексу, розташованого в столиці Башкортостану (Росія).
В 1956 році почався запуск виробництв Уфімський заводу синтетичного спирту, найбільш масовою продукцією якого став етанол. Останній отримували шляхом гідрування етилену, який в свою чергу виробляли піролізом (паровим крекінгом) вуглеводневої сировини. Спершу на майданчику працювала одна установка ЭП-60 потужністю по етилену 60 тисяч тонн на рік (маркування "ЭП" означає, що цільовими продуктами є етилен та пропілен). В 1962-му ввели в дію другу ЭП-60, а у 1968-му запустили дві установки ЭП-30, що збільшило проектну річну потужність заводу по етилену до 180 тисяч тонн. 
Головною сировиною для піролізу на уфімському майданчику стала пропан-бутанова фракція, для доставки якої спорудили трубопровід Туймази – Уфа. Крім того, біля 10% сировини становить  широка фракція легких вуглеводнів (нефракціонований продукт газопереробки, що включає переважно пропан та бутан з домішками пентану і гексану).
Ще одним напрямком споживання етилену стала його полімеризація — з 1966-го у складі нафтохімічного комплексу з'явилось перше в СРСР виробництво поліетилену високого тиску. А на початку 1980-х уфімський майданчик отримав засноване на використанні етилену виробництво жирних спиртів, проте практично одночасно підприємство було підключене до етиленопроводу Нижньокамськ — Салават, що постачав сировину з Татарстану.
Наприкінці 20-го століття виробництва спиртів в Уфі з економічних причин потрапили у глибоку кризу. Як наслідок, в 2010-х етилен тут споживався лише для продукування поліетилену високого тиску, якого в 2015-му випустили 100 тисяч тонн. При цьому фактична потужність установок піролізу навіть після завершеної в 2014-му модернізації, що збільшила її на чверть, складала лише 150 тисяч тонн етилену на рік, а частина цього продукту могла постачатись зовнішнім споживачам через зазначений вище етиленопровід (у 2015-му випущено 28 тисяч тонн товарного етилену).
Пропілен використовуть для полімеризації. Оскільки в 2015-му на Уфаоргсинтез виробили 131 тисячу тон поліпропілену, потужності лише піролізних установок недостатньо для забезпечення таких обсягів, тому провадять вилучення пропілену з пропан-пропіленової фракції сусіднього нафтопереробного заводу.